# Júlio Catelli Filho
Júlio Catelli Filho (Juiz de Fora, 24 de julho de 1927 — Petrópolis, 8 de setembro de 1995) foi um arquiteto brasileiro.

## Biografia
Formou-se em Arquitetura pela Universidade Federal do Rio de Janeiro. Prestou o vestibular juntamente a Tom Jobim e Marcos Konder Netto, com quem viria a trabalhar no Monumento Nacional aos Mortos da Segunda Guerra Mundial mais tarde em sua vida.

## Obra
Júlio Catelli teve como sua mais conhecida obra a escultura, em metal, do Monumento Nacional aos Mortos da Segunda Guerra Mundial, em homenagem à Força Aérea Brasileira (FAB).

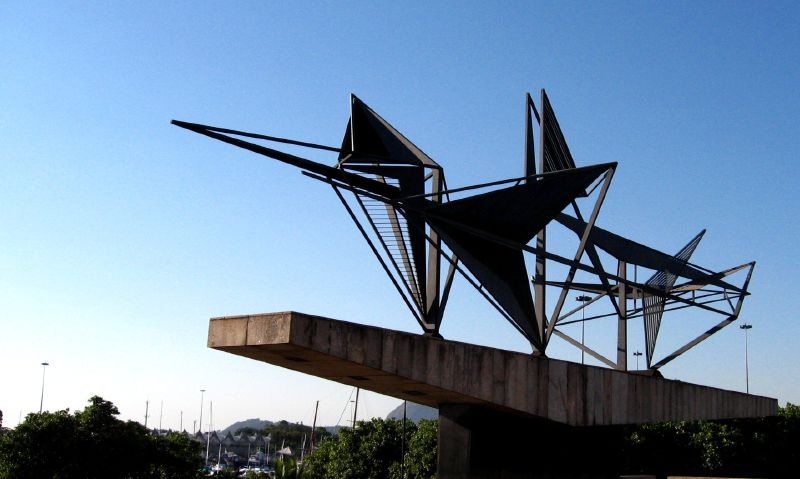
Obra de Júlio Catelli no Monumento aos Pracinhas, que homenageia a Força Aérea Brasileira.

## Galeria
- Obra de sua autoria ao fundo
- Visão panorâmica
- Ângulo de origem da Marina da Glória
- Monumento na cidade do Rio de Janeiro

## Ligações Externas
- «Monumento Nacional aos Mortos da Segunda Guerra Mundial»
- «Obras do Monumento»